# Chetan Anand Buradagunta
Chetan Anand Buradagunta (Telugu చేతన్ ఆనంద్, Cētan Ānand; * 7. August 1980 in Vijayawada, Andhra Pradesh) ist ein indischer Badmintonspieler.
Erstmals machte er bei den Indischen Juniorenmeisterschaften auf sich aufmerksam, als er 1999 den Titel im Herreneinzel für sich verbuchen konnte. 2004 scheiterte er im nationalen Herreneinzelfinale an Pullela Gopichand. Im selben Jahr gewann er den Volant d’Or de Toulouse, 2005 die Irish Open, die Welsh International und die Sri Lanka International.
2006 stand er bei den Polish Open im Finale, verlor dort aber gegen Przemysław Wacha.
Im Januar 2007 wurde er in Patna durch einen Sieg über Anand Pawar erstmals indischer Meister im Herreneinzel. Im Folgejahr gewann er die Nepal International. Im Jahre 2008 gewann er das Herreneinzel bei den Czech International. Er ist verheiratet mit der Badmintonspielerin Jwala Gutta, mit der er 2007 die Cyprus International gewann.